# Monika Hutter
Pour les articles homonymes, voir Hutter.
Monika Hutter, née le 23 juin 1949 à Ibach (Schwytz) (de) (originaire d'Oberriet et de Kriessern (de)) et morte le 27 septembre 2001 lors de la fusillade de Zoug, est une personnalité politique suisse, membre du Parti socialiste.
Elle est conseillère d'État du canton de Zoug de 1999 à sa mort.

## Biographie

### Origines et famille
Monika Hutter naît le 23 juin 1949 à Ibach (de), localité de Schwytz. Elle est originaire de deux communes du canton de Saint-Gall : Oberriet et Kriessern (de).
Son père, Franz Häfliger, est un ouvrier métallurgiste et un syndicaliste ; sa mère est née Marie Riechsteiner.
Elle épouse Paul Häfliger, instituteur, avec qui elle a deux enfants.

### Études et parcours professionnel
Après sa scolarité à Zoug, elle étudie à l'école normale à Menzingen de 1965 à 1970, puis plus tard à l'académie pour la formation des adultes à Lucerne de 1982 à 1984.
Elle est institutrice à Aesch, dans le canton de Bâle-Campagne, puis à Baar, dans celui de Zoug. Elle est formatrice d'adultes à la suite de sa seconde formation.

### Parcours politique et mort
Membre du Parti socialiste, elle est députée au Conseil cantonal de Zoug de 1987 à 1998 et chef de son groupe à partir de 1993. Elle préside l'hémicycle en 1997-1998.
Elle est élue au Conseil d'État du canton de Zoug, où elle prend la tête du département de la santé publique en 1999. Elle est une des victimes de la fusillade de Zoug du 27 septembre 2001, à l'âge de 52 ans.

### Profil politique
Fidèle à ses origines modestes, elle s'intéresse surtout à la politique sociale, ainsi qu'à des domaines comme la toxicomanie, l'égalité entre hommes et femmes et la formation.
Sa capacité à chercher le consensus est soulignée par la Neue Zürcher Zeitung dans sa nécrologie.